# Воля-Лущевська
Воля-Лущевська (пол. Wola Łuszczewska) — село в Польщі, у гміні Блоне Варшавського-Західного повіту Мазовецького воєводства.
Населення — 135 осіб (2011).
У 1975-1998 роках село належало до Варшавського воєводства.

## Демографія
Демографічна структура станом на 31 березня 2011 року:
|          | Загалом | Допрацездатний вік | Працездатний вік | Постпрацездатний вік |
| -------- | ------- | ------------------ | ---------------- | -------------------- |
| Чоловіки | 77      | 19                 | 52               | 6                    |
| Жінки    | 58      | 11                 | 33               | 14                   |
| Разом    | 135     | 30                 | 85               | 20                   |